# Šetonje
Šetonje (en serbe cyrillique : Шетоње) est une localité de Serbie située dans la municipalité de Petrovac na Mlavi, district de Braničevo. Au recensement de 2011, elle comptait 1 418 habitants.
Šetonje est officiellement classé parmi les villages de Serbie.

## Démographie

### Évolution historique de la population
| 1948  | 1953  | 1961  | 1971  | 1981  | 1991  | 2002  | 2011  |
| ----- | ----- | ----- | ----- | ----- | ----- | ----- | ----- |
| 2 128 | 2 190 | 2 288 | 2 240 | 2 216 | 2 198 | 1 585 | 1 418 |

|  |